# Бервилер
Бервилер (фр. Berrwiller) насеље је и општина у источној Француској у региону Алзас, у департману Горња Рајна која припада префектури Гебвилер.
По подацима из 2011. године у општини је живело 1.169 становника, а густина насељености је износила 152,61 становника/km². Општина се простире на површини од 7,66 km². Налази се на средњој надморској висини од 255 метара (максималној 360 m, а минималној 244 m).

## Демографија
| 1962. | 1968. | 1975. | 1982. | 1990. | 1999. | 2011. |
| ----- | ----- | ----- | ----- | ----- | ----- | ----- |
| 671   | 719   | 797   | 870   | 912   | 1.058 | 1.169 |

График промене броја становника у току последњих година